# Reglón

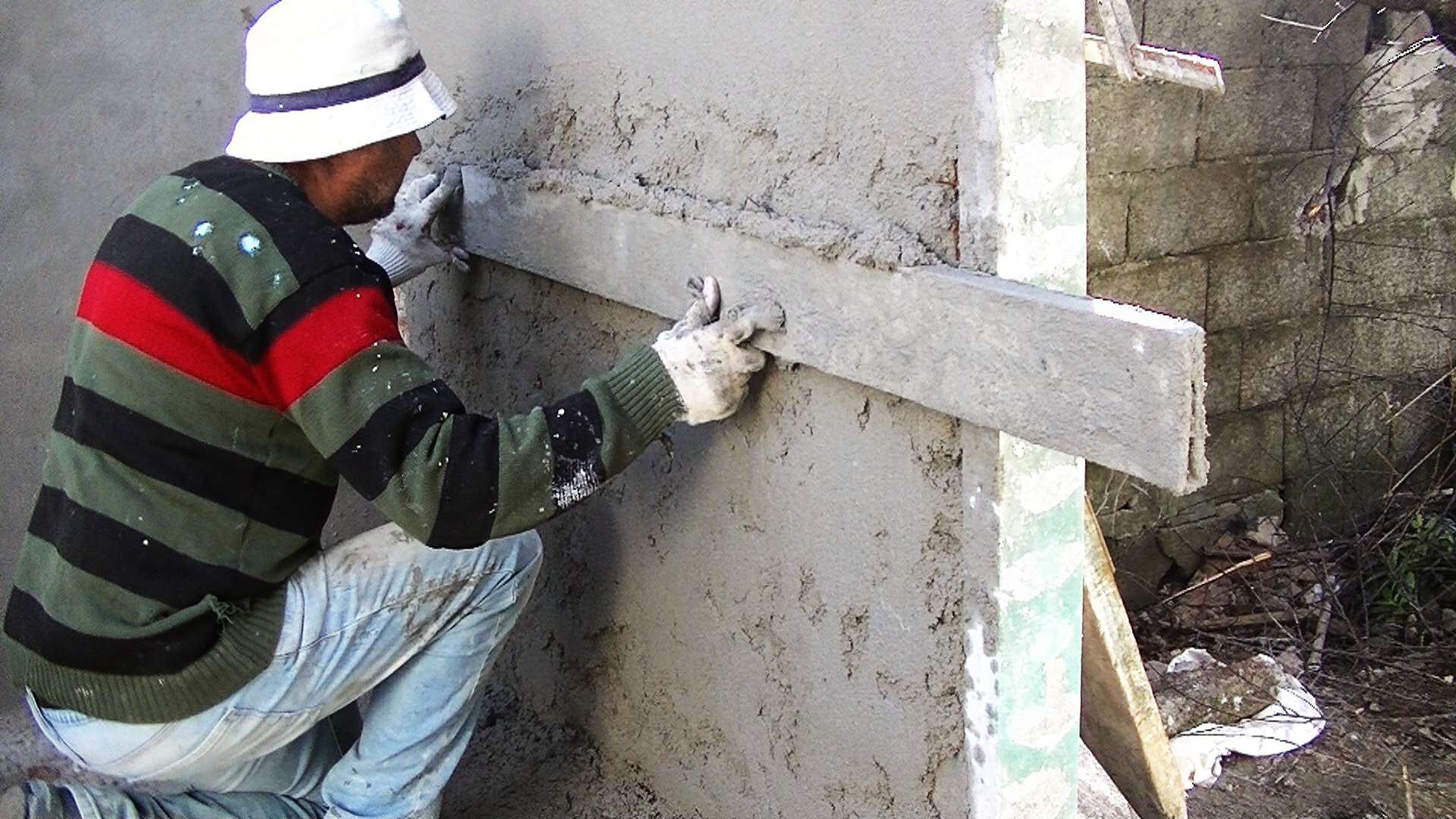
Utilización típica de dos regles en albañilería. Uno como maestra en la guarnición y el otro para alisar el mortero.

El reglón o regla de albañilería es una regla o listón fuerte de madera grueso y largo, empleado en albañilería, que sirve para tomar distancias. Es de dimensiones variables, con sus caras perfectamente rectas y planas a ángulo recto y que puede estar dividida según su longitud en pies y pulgadas o en decímetros y centímetros.
Se llaman reglas los listones cuyas tres dimensiones son diferentes y reglones cuando tienen la tabla igual al canto; cada albañil debe tener al menos una regla de 2 metros de largo por 0,10 de ancho y 0,03 de canto y dos reglones de igual longitud por 0,04 metros de escuadría cada uno. Colocados los reglones verticalmente con la plomada, sujetos con clavijas de hierro, especie de clavos de gancho que se clavan a la pared, pareados uno a cada lado del reglón y dos en cada extremo, impiden que aquel se mueva y sirven para atar a ellos a igual altura la cuerda de atirantar, que es un bramante de cáñamo que se fija con lazadas a las señales de lápiz o sierra que lleva el reglón y que así marcan las filas o hiladas de los ladrillos y sirven de guía al albañil para colocar estos con regularidad.
Las reglas sirven para marcar el jarreo en las paredes e igual las superficies del solado, para que queden en un plano todas las piezas o baldosas.